# Kołaczyce
Kołaczyce – miasto w Polsce, w województwie podkarpackim, w powiecie jasielskim, siedziba gminy miejsko-wiejskiej Kołaczyce.
W latach 1954–1972 wówczas wieś należała i była siedzibą władz gromady Kołaczyce. W latach 1975–1998 miejscowość administracyjnie należała do województwa krośnieńskiego.
Kołaczyce leżą w historycznej ziemi sandomierskiej Małopolski, w średniowieczu położone były w powiecie pilzneńskim w województwie sandomierskim.
Miejscowość jest siedzibą parafii św. Anny, należącej do dekanatu Brzostek, diecezji rzeszowskiej.
Według danych GUS z 1 stycznia 2024 r. miasto liczyło 1359 mieszkańców, będąc 51. najludniejszym miastem w województwie.

## Geografia
Miasto od północy sąsiaduje Bukową i Sowiną, od zachodu graniczy z Kłodawą i Ujazdem, a wschodu i południa z Nawsiem Kołaczyckim. Zachodnią granicą miejscowości jest rzeka Wisłoka.
Przez miasto przebiega droga krajowa nr 73.

## Historia
Miasto lokowane przez króla Kazimierza Wielkiego w roku 1339. Kolejne pisemne wzmianki o miejscowości pochodzą z 1345 roku. Wymienia się też w nich Ostasza – kasztelana lubelskiego. Za panowania króla Kazimierza Wielkiego Kołaczyce zostały założone przez benedyktynów tynieckich w 1358 roku.
Kołaczyce wraz z kilkoma okolicznymi wsiami należały do opactwa tynieckiego, którego były własnością do I rozbioru Polski. W 1546 r. był wielki pożar w Kołaczycach. Po zniesieniu Opactwa Benedyktynów w Tyńcu, po pierwszym rozbiorze Polski rząd austriacki wydzierżawił te dobra osobom prywatnym. Od tego czasu miasto Kołaczyce zmieniało właścicieli. Pierwszym był Paweł Kmita Chorzewski. W 1779 r. miasto wraz z innymi wsiami zostało sprzedane za 80 000 florenów i 59 koron Karolowi Ederowi, Janowi obojga imion, Jakubowi baronowi Boesmerowi i Friesowi. Towarzystwo to z kolei odsprzedało z kolei Kołaczyce i Nawsie Kołaczyckie wraz z innymi jeszcze wsiami Achillesowi Johannotowi za 80 000 zł w 1811 r. W ten sposób Kołaczyce stały się miastem prywatnym.
Pomimo częstych zmian właścicieli w miasteczku rozwijał się handel i rzemiosło. Już pod koniec XVIII w. Ewaryst Andrzej, hr. Kuropatnicki w swym „Opisaniu królestw Galicyi i Lodomeryi” podawał: Kołaczyce. Całe miasto i z kościołem drewniane., fabryką ganczarską glinianych naczyń kołaczyckich zwanych sławne, któremi na galarach handlują do Warszawy, Torunia i Gdańska, oraz i jajami ztąd jest handel ich.
Latem w 1884 roku powiat jasielski i okoliczne miejscowości obiegła '„wiadomość o spaleniu się miasteczka Kołaczyce...”' Spłonęło wówczas 86 domów mieszkalnych i 20 stodół, a 125 rodzin poniosło straty szacowane na 246 374 złr. Powstał Komitet Pomocy Pogorzelcom pod przewodnictwem proboszcza z Kołaczyc, ks. kan. Textorysa w składzie: Jędrzej Slęzak, Stanisław Dutkiewicz, Paweł Śliz (burmistrz), Jan Kiełbasa, Marcin Falarz i Jan Matuszewski.
Podczas okupacji hitlerowskiej, w 1941 roku Niemcy utworzyli getto dla żydowskich mieszkańców. Przebywało w nim około 500 Żydów. 12 sierpnia 1942 roku getto zostało zlikwidowane; 300 osób zostało zamordowanych w lesie w Kowalowkach oraz kilkudziesięciu w Krajowicach koło Jasła a pozostali zostali wywiezieni do getta w Jaśle, a stamtąd do obozu zagłady Bełżcu i tam zamordowani.
Prawa miejskie straciły Kołaczyce w 1919 roku. Ponownie odzyskały je 1 stycznia 2010 roku, stając się drugim po Jaśle miastem powiatu jasielskiego.

Archiwalne widoki sprzed 1939
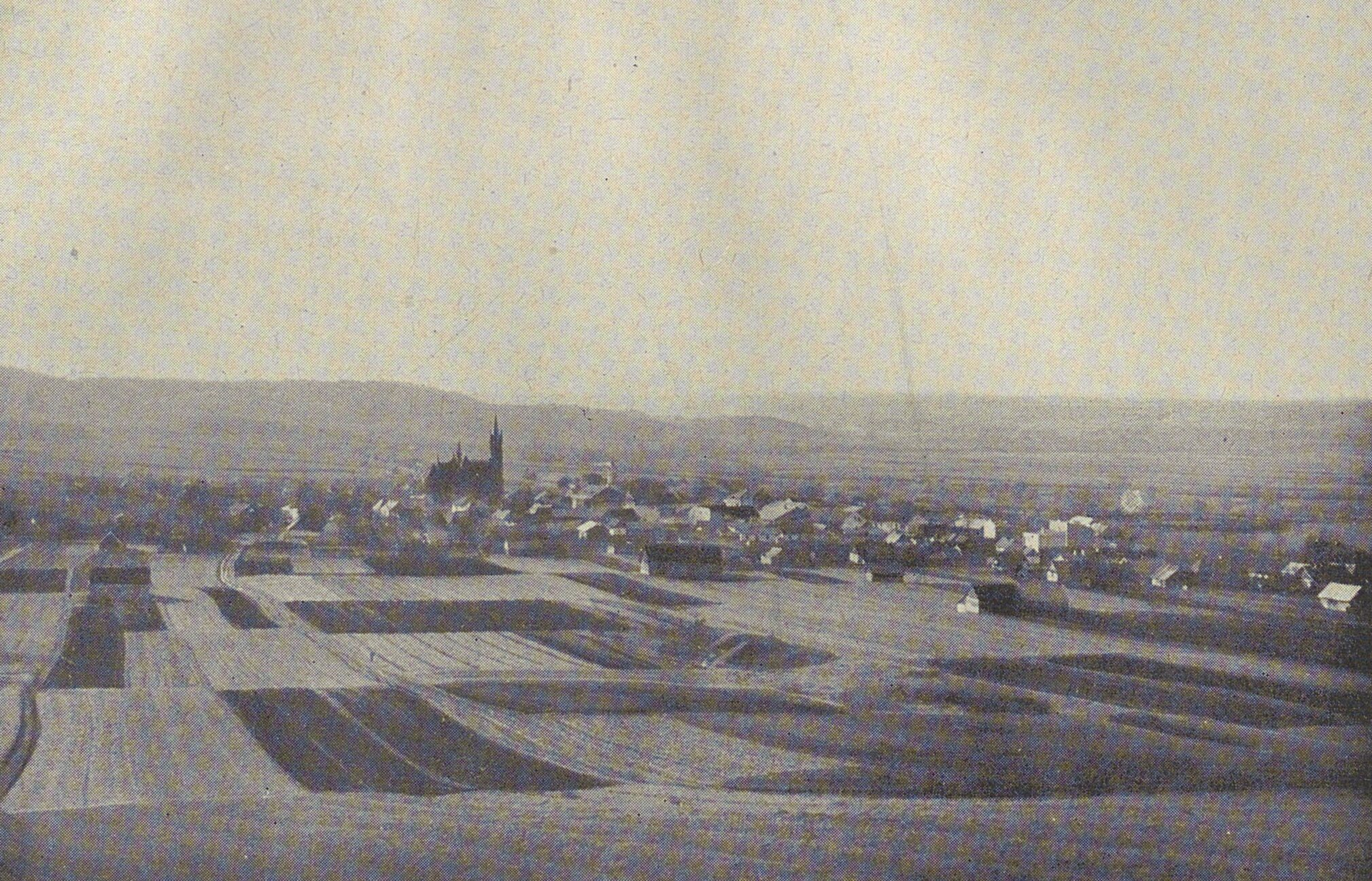
Widok ogólny
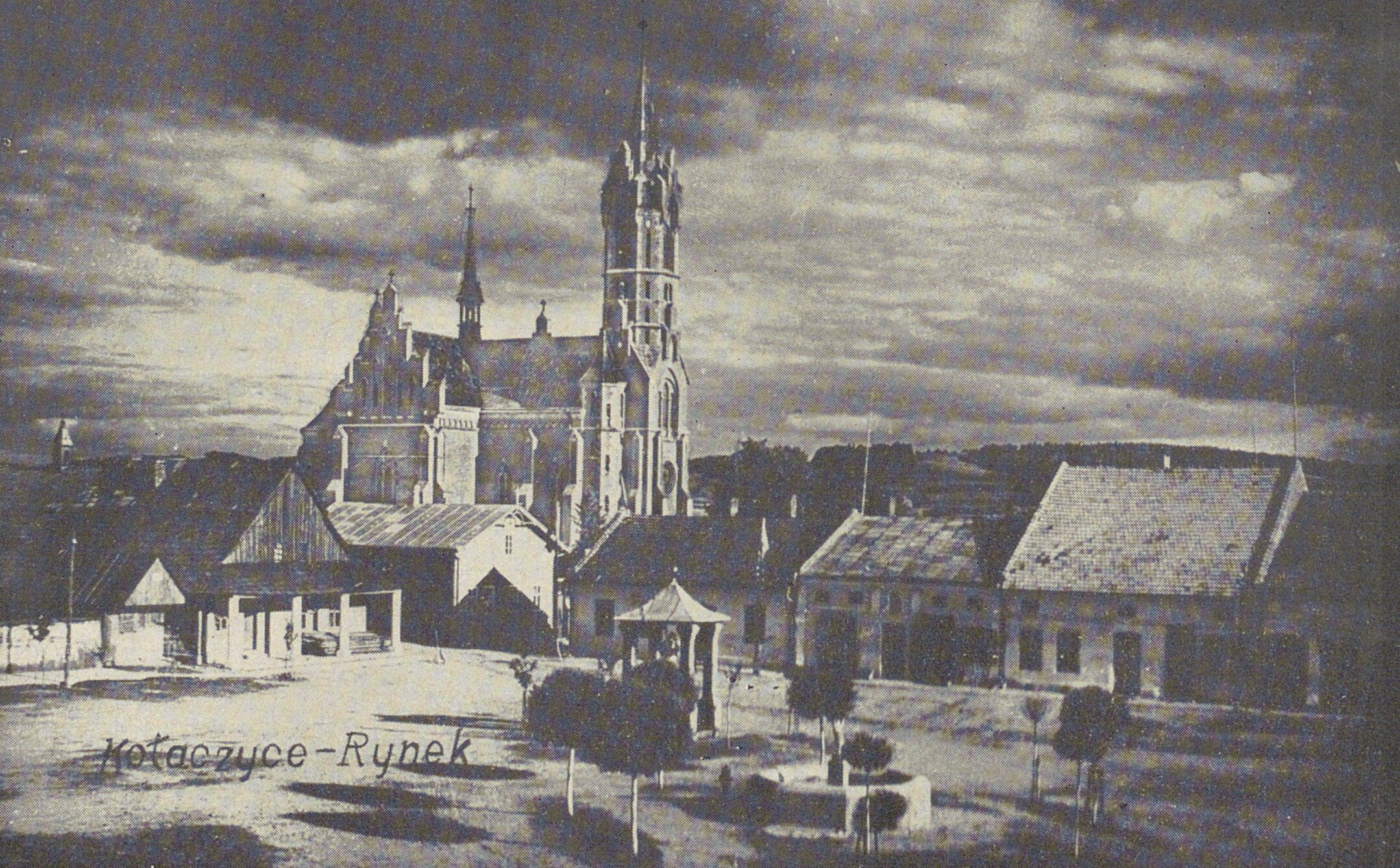
Rynek i kościół
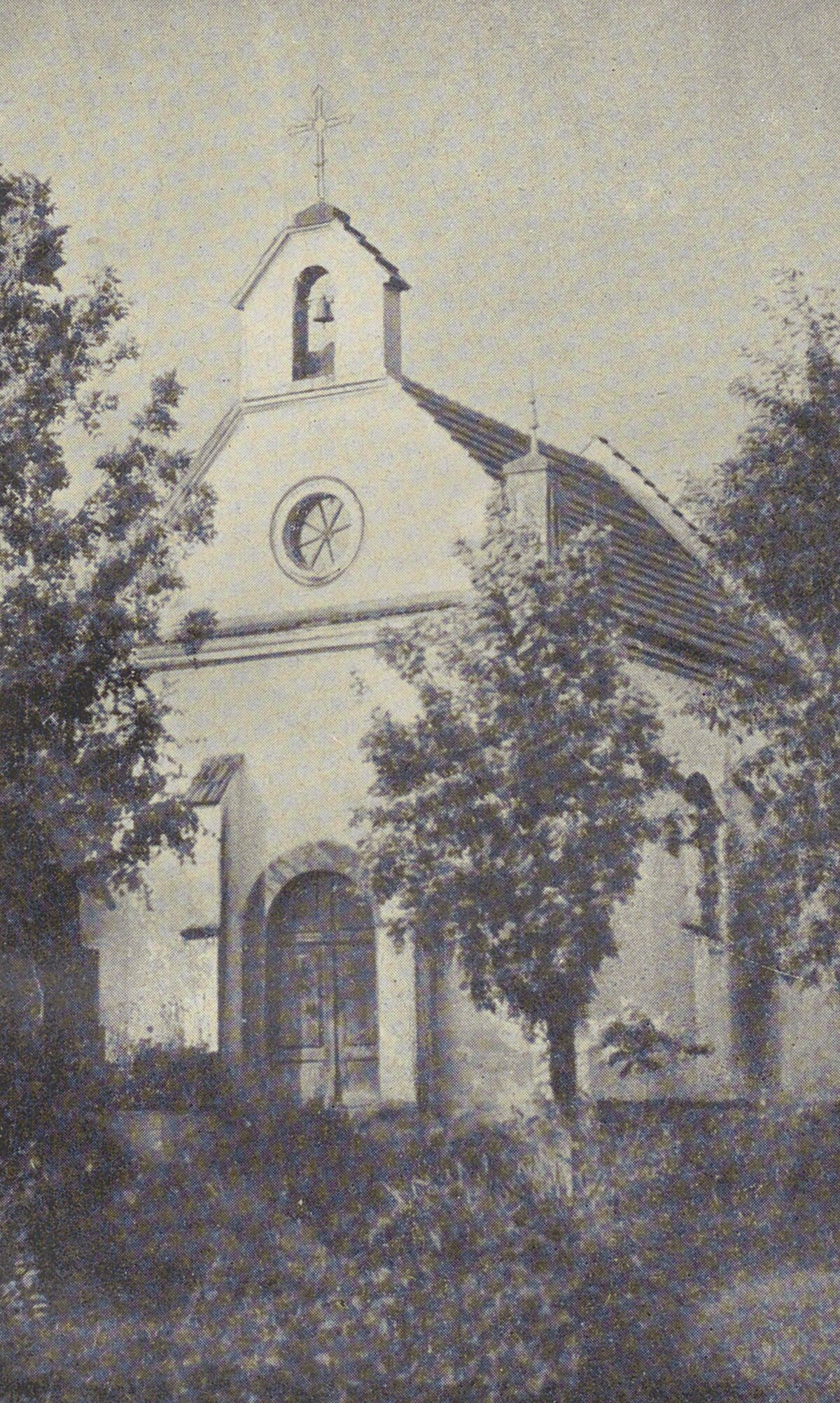
Kaplica cmentarna
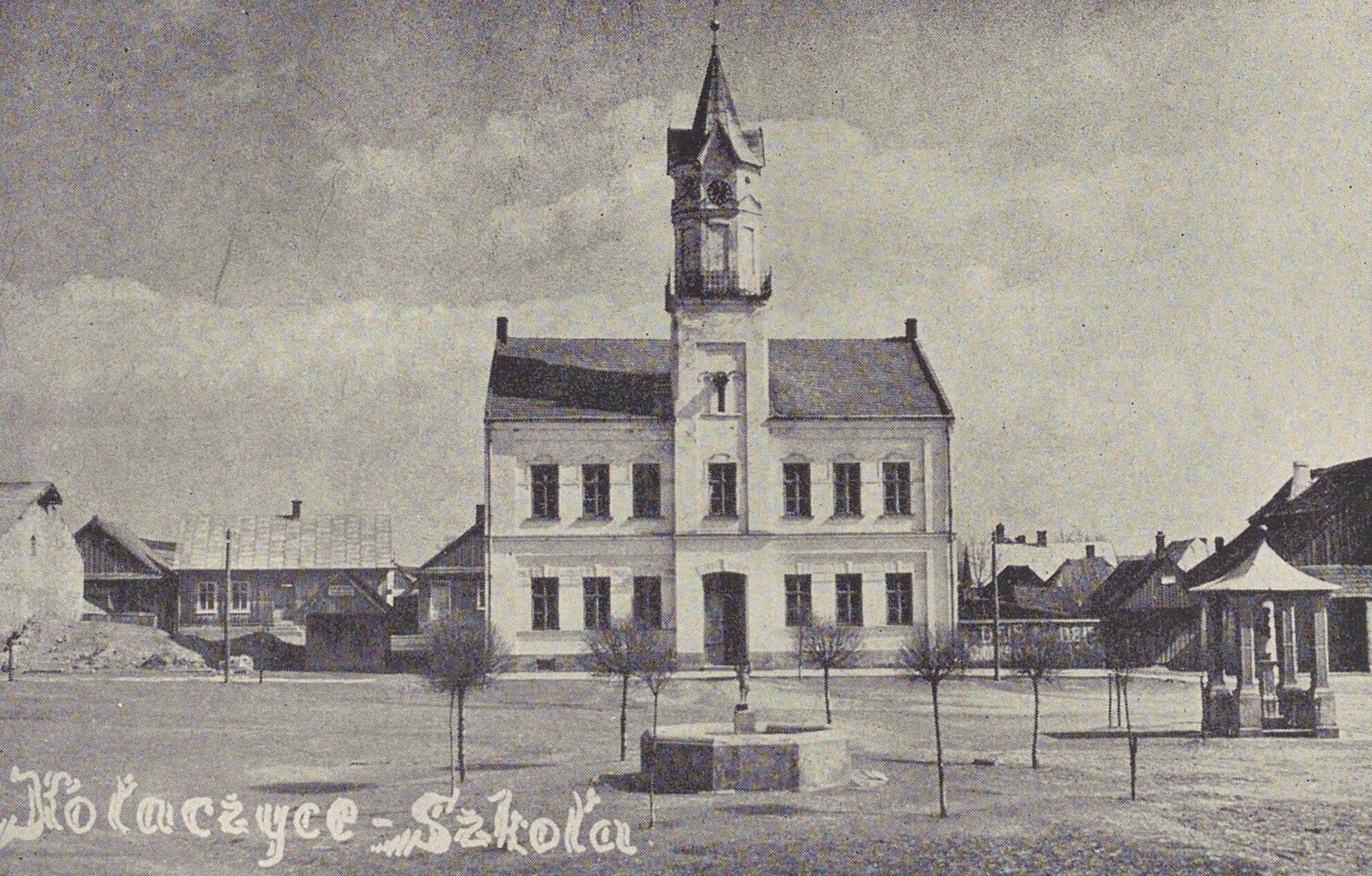
Szkoła
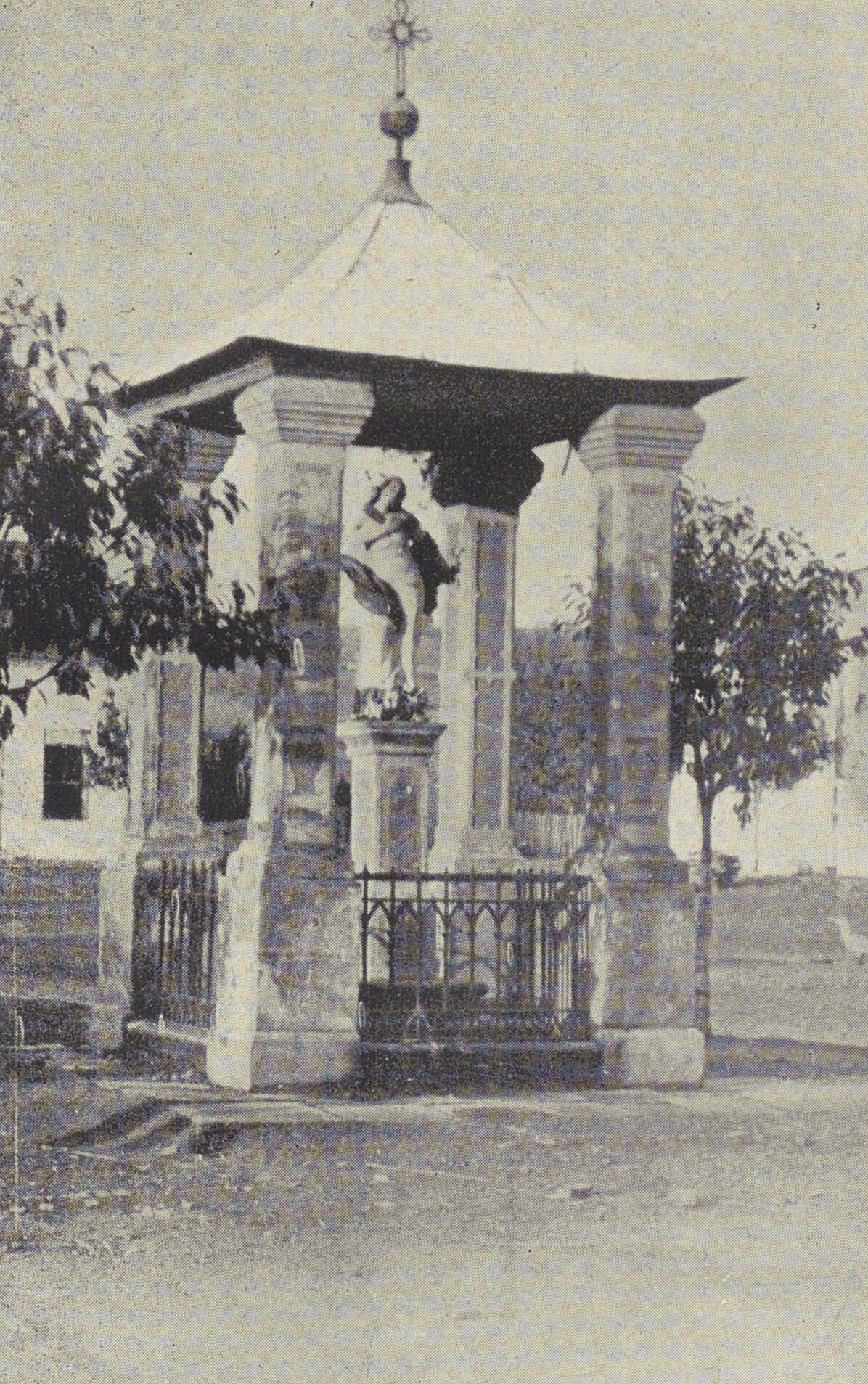
Figurka Matki Boskiej na Rynku

### Toponimia
Colanthicze 1330, własność benedyktynów z Tyńca; Colaczicze 1358; Colacice 1401; w roku 1354 uzyskały prawa miejskie od króla Kazimierza Wielkiego.

## Demografia

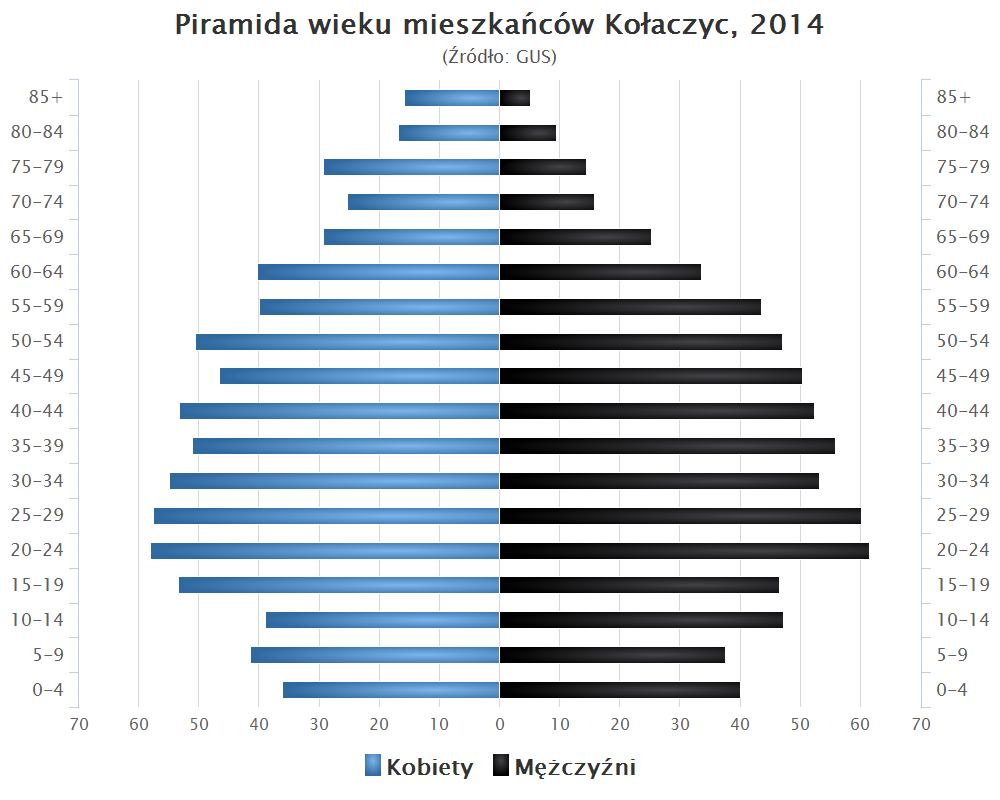
Piramida wieku mieszkańców Kołaczyc w 2014 roku

## Zabytki
- dom z podcieniami z 1792 roku – ul. Rynek 62; nr rej.: A-222 z 9.10.1959[11],
- kościół parafialny pw. św. Anny, w stylu neogotyckim z zabytkową kropielnicą (1632) i chrzcielnicą z XVII wieku; nr rej.: A-229 z 26.11.1990[11]

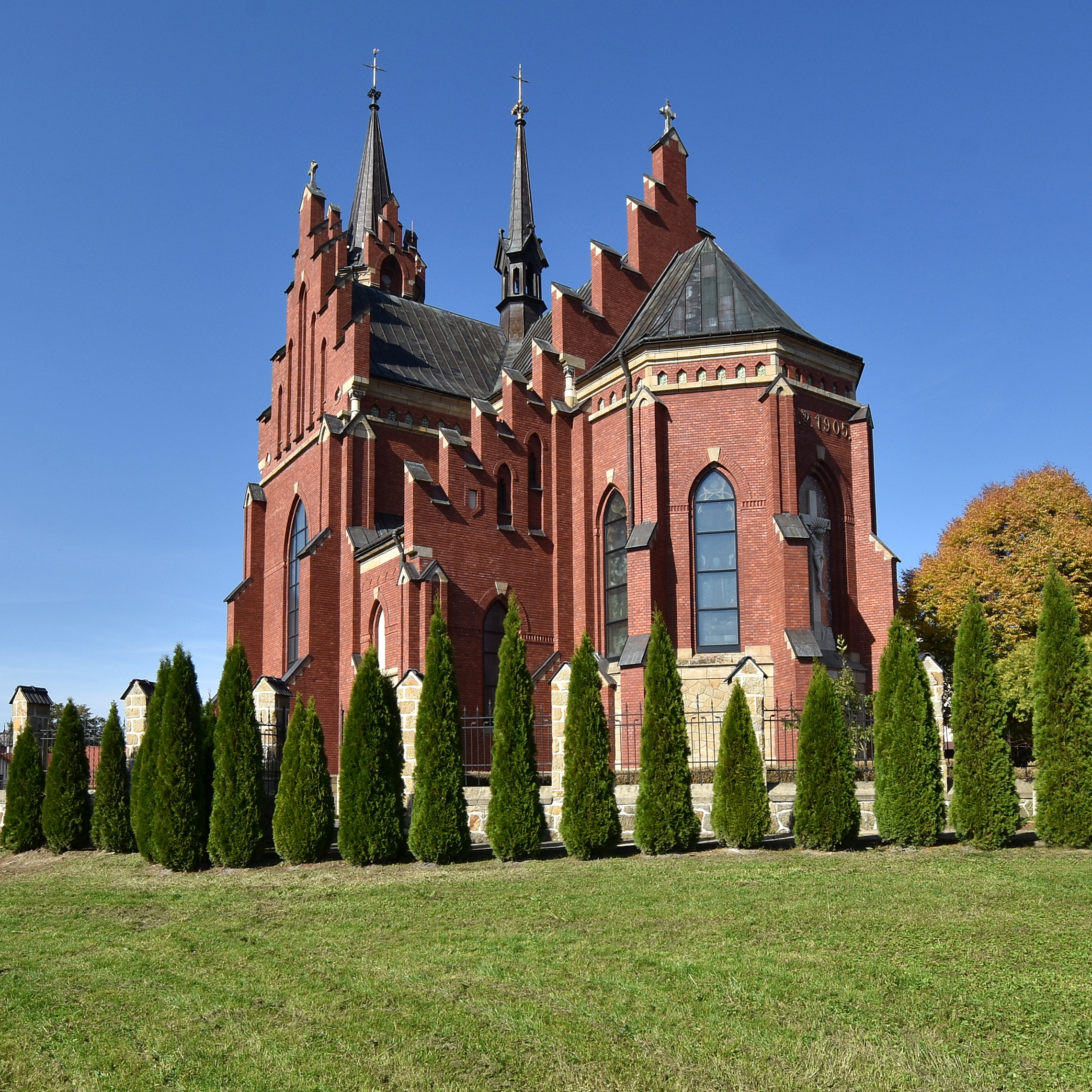
Kościół św. Anny
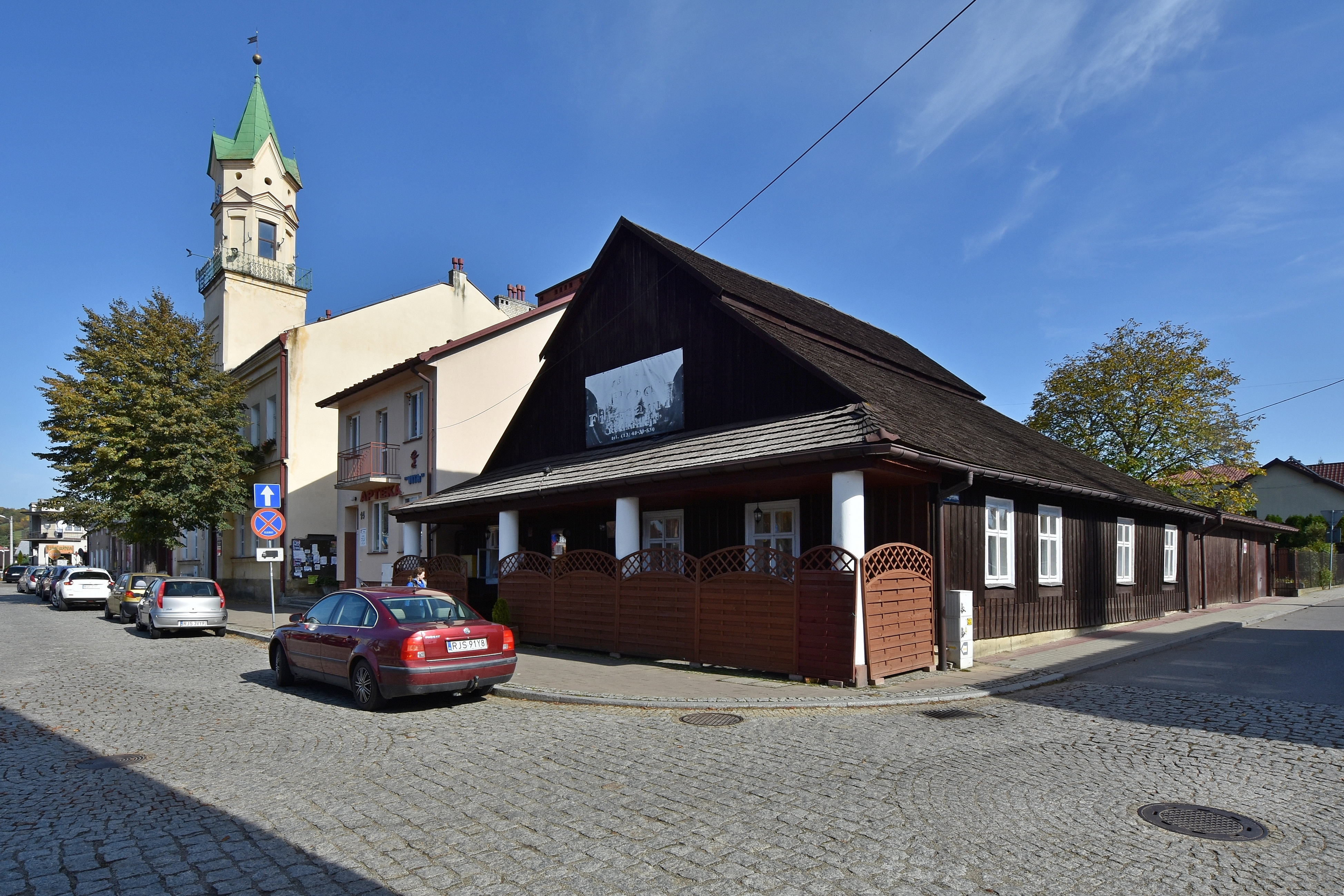
Zabytkowy dom (Rynek 15)
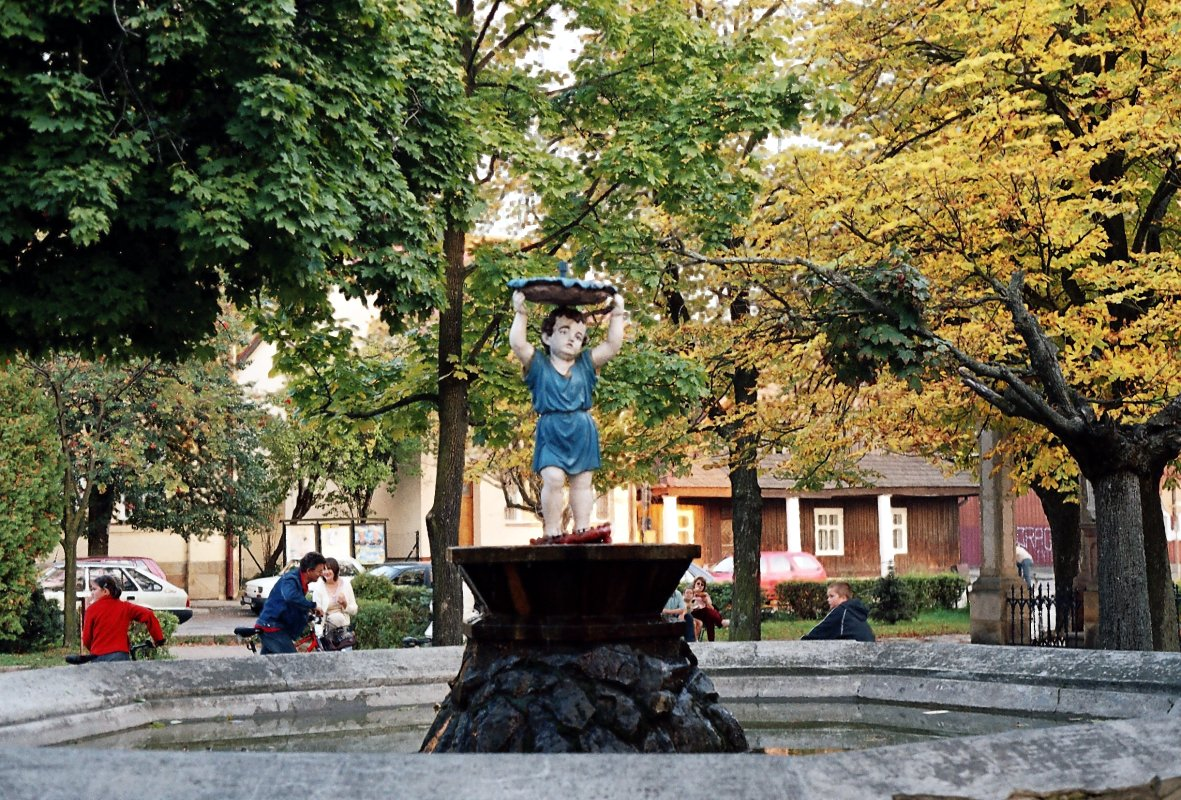
Fontanna Bartek na rynku

- rynek miejski z fontanną Bartek ufundowaną przez hr. Łosia z Brzysk,
- budynek Gminnego Przedszkola w Kołaczycach z początku XIX – ul. Rynek 13,
- kapliczka z I połowy XIX wieku – ul. Mickiewicza 1,
- figura Matki Boskiej w rynku, postawiona w 1803 roku,
- figura św. Franciszka z 1885 na zjeździe z drogi Jasło – Pilzno,
- zajazd z XVIII (przebudowany w latach 50. XX wieku) – ul. Rynek 2,
- dom z XVIII wieku – ul. Rynek 10,
- dom z XVIII wieku, przebudowany po 1886 – ul. Rynek 17,
- dom z XVIII wieku – ul. Rynek 18,
- cmentarz wojenny nr 38 Kołaczyce – Olszyny,
- cmentarz wojenny nr 39 (kwatera na cmentarzu parafialnym),

## Edukacja
- Zespół Szkół Podstawowej i Gimnazjum
- Liceum Ogólnokształcące im. Marii Skłodowskiej-Curie

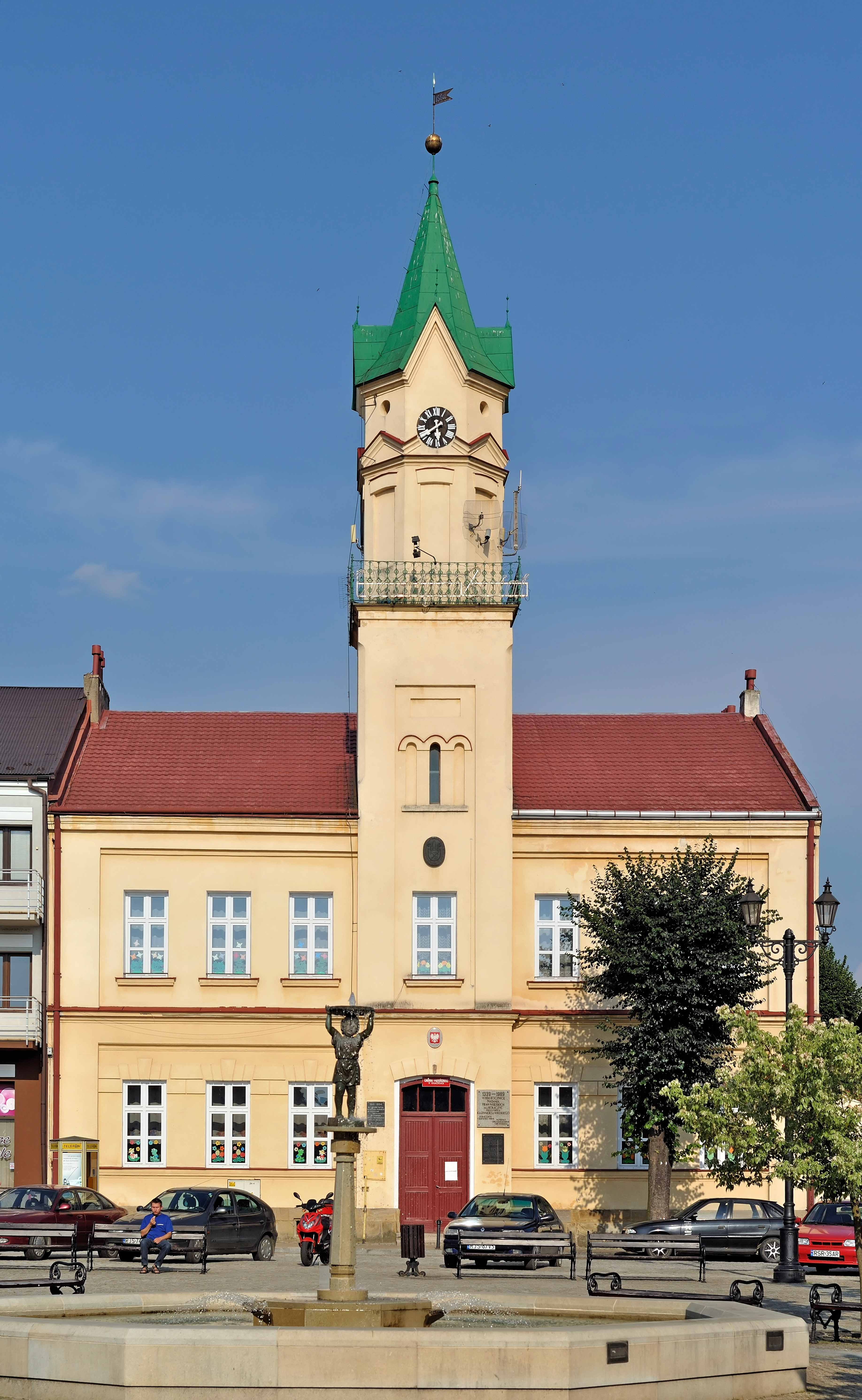
Ratusz
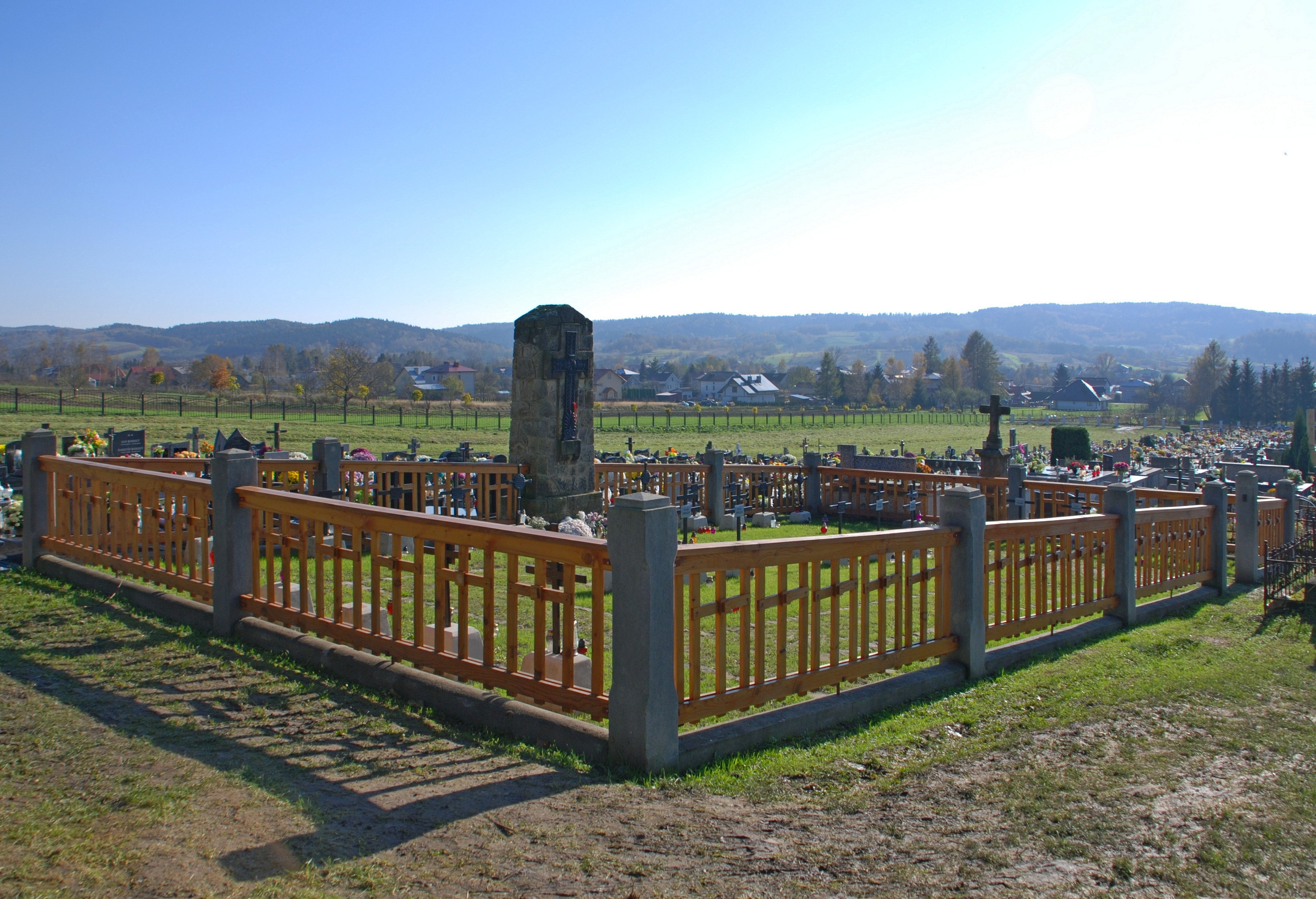
Cmentarz wojenny nr 39
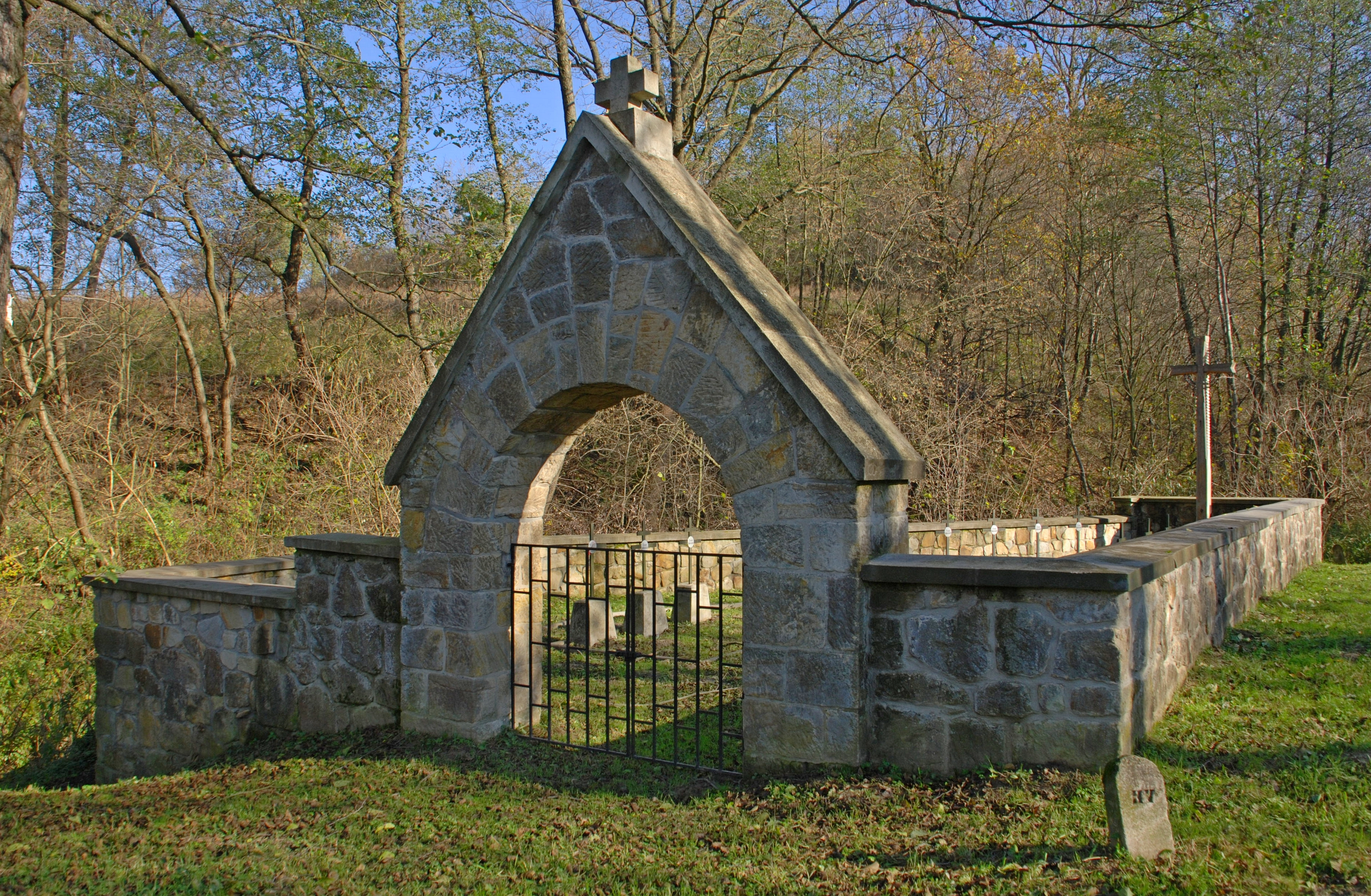
Cmentarz wojenny nr 38

## Sport
W mieście działa klub piłki nożnej Ostoja Kołaczyce, grający w klasie okręgowej.

## Urodzeni w Kołaczycach
- Stanisław Matuszewski – polski nauczyciel[12], dyrektor Państwowego Gimnazjum im. Juliusza Słowackiego w Czortkowie[13][14]
- Mieczysław Żygłowicz  – major WP, żołnierz Narodowej Organizacji Wojskowej, Związku Walki Zbrojnej, a następnie Armii Krajowej, nauczyciel, dyrektor Szkoły Podstawowej nr 1 w Jaśle[15]
- Bolesław Rączka – porucznik Wojska Polskiego, działacz polonijny w Ottawie, fundator Domu Pogodnej Starości w Kołaczycach[16][17].

## Współpraca
- Iwano-Frankowe
- Zborov
- Ricse